# Academia de Música Ferenc Liszt
La Academia de Música Ferenc Liszt (húngaro: Liszt Ferenc Zeneművészeti Egyetem o simplemente Zeneakadémia, Academia de Música) es una sala de conciertos y universidad de música en Budapest, Hungría, fundada por el pianista y compositor Franz Liszt el 14 de noviembre de 1875.
Es sede de la Colección Liszt, que contiene varios libros valiosos y manuscritos donados por Liszt póstumamente, y el estudio AVISO, una colaboración entre los gobiernos de Hungría y Japón para proporcionar equipos de grabación de sonido y ensayo para estudiantes.
En 2015, fue distinguido con el Sello de Patrimonio Europeo que concede la Unión Europea a los sitios que hayan desempeñado un papel fundamental en la historia de Europa.

## Edificios
La Academia no fue nombrada así hasta 1925. Inicialmente bautizada como "Academia Real Nacional Húngara de Música", luego vino a ser "Colegio de Música" entre 1919-1925. Fue fundada en la casa de Liszt, y trasladada al edificio de tres pisos de estilo neorrenacentista diseñado por Adolf Láng y construido en la hoy avenida Andrássy entre 1877 y 1879. Aquella dirección es conocida como la "Antigua Academia de Música" y fue conmemorada por una placa hecha en 1934 por Zoltán Farkas. Fue readquirida por la academia en los años 1980, y ahora es oficialmente conocida como el "Centro de Investigación y Memorial Ferenc Liszt." 
En reemplazo de la "Antigua Academia de Música" fue el edificio construido en 1907 en la calle Király con la plaza Ferenc Liszt. Sirve como centro para educación superior, entrenamiento musical, y sala de conciertos. El estilo Art Nouveau de la edificación es uno de los más conocidos en Budapest. Fue diseñado por Flóris Korb y Kálmán Giergl a petición del barón Gyula Wlassics, ministro de Cultura en aquel periodo. La fachada está dominada por la estatua de Liszt (esculpida por Alajos Stróbl). El interior de la construcción está decorado con frescos, cerámica de Zsolnay y varias estatuas (entre ellas las de Béla Bartók y Frédéric Chopin). Originalmente la construcción tenía ventanas con vitrales hechos por Miksa Róth.
Otros edificios usados por la Academia son el Colegio de Preparación de Profesores de Budapest, localizado en la antigua Escuela Nacional de Música en la calle Semmelweis, una escuela secundaria (Escuela de Música Secundaria de Gramática y Técnica Béla Bartók) y una residencia para estudiantes.

## Alumnos y maestros
Músicos conocidos como:
- Anneli Aarika-Szrok
- Márta Ábrahám
- Jenö Ádám
- Eak-tai Ahn
- Géza Anda
- Éva Andor
- Gábor Bánát
- György Bánhalmi
- Béla Bartók
- Munir Bashir
- Omar Bashir
- Sari Biró
- Gergely Bogányi
- Margit Bokor
- Csilla Boross
- Nicolae Bretan
- Charles Brunner
- György Cziffra
- Krisztián Cser
- Gábor Darvas
- José De Eusebio
- Ernő Dohnányi
- Antal Doráti
- Péter Eötvös
- Iván Erőd
- Peter Erős
- Ferenc Farkas
- Edith Farnadi
- András Fejér
- George Feyer
- Annie Fischer
- Andor Földes
- Peter Frankl
- János Fürst
- Zoltán Gárdonyi
- Sylvia Geszty
- János Gonda
- Dénes Gulyás
- László Gyimesi
- Julia Hamari
- Kato Havas
- Erzsébet Házy
- Endre Hegedűs
- Frigyes Hidas
- Marta Hidy
- Jenő Hubay
- Jenő Huszka
- Jenő Jandó
- Sándor Jemnitz
- Zoltán Jeney
- Ilona Kabos
- Pál Kadosa
- Emmerich Kálmán
- László Kalmár
- Balint Karosi
- Bela Katona
- Egon Kenton
- István Kertész
- Edward Kilenyi
- Elisabeth Klein
- Zoltán Kocsis
- Zoltán Kodály
- Rezső Kókai
- Péter Komlós
- Tibor Kozma

- Bendegúz Kovács

- Lili Kraus
- Adrienne Krausz
- György Kurtág
- István Kuthy
- Magda László
- Sylvia Leidemann
- Vlastimil Lejsek
- András Ligeti
- György Ligeti
- Pál Lukács
- Edith Lorand
- Éva Marton
- Gwendolyn Masin
- Tibor Ney
- Gábor Ormai
- Eugene Ormandy
- Attila Pacsay
- Ditta Pásztory-Bartók
- Zoltán Peskó
- László Polgár
- David Popper
- Ferenc Rados
- Thomas Rajna

- Dezső Ránki

- Charles Reiner
- Fritz Reiner
- József Réti
- Lívia Rév
- Anthony Ritchie
- Andrea Rost
- Ákos Rózmann
- Vera Rozsa
- Zoltán Rozsnyai
- György Sándor
- Szabolcs Sándor
- Sylvia Sass
- András Schiff
- Károly Schranz
- György Sebők
- Jenő Sevely
- Rane Shephard
- Béla Síki
- Georg Solti
- László Somogyi
- János Starker
- Rezső Sugár

- Bence Szabolcsi

- Enid Szánthó
- Zoltán Székely

- György Széll*Eugen Szenkar
- Alex Szilasi
- András Szőllősy
- Charity Sunshine Tillemann-Dick
- Zeynep Üçbaşaran
- Gregory Vajda
- Tibor Varga
- Margit Varró
- Tamás Vásáry
- Balint Vazsonyi

- Sándor Végh
- Sándor Veress
- Imre Waldbauer
- Gabriel von Wayditch
- László Weiner
- Leo Weiner
- Josef Weiss
- Wanda Wiłkomirska
- Ede Zathureczky